# Stawce-Kolonia
Stawce-Kolonia – wieś w Polsce położona w województwie lubelskim, w powiecie janowskim, w gminie Batorz.
W latach 1975–1998 miejscowość administracyjnie należała do województwa tarnobrzeskiego. Wieś jest sołectwem. Według Narodowego Spisu Powszechnego (III 2011 r.) liczyła 116 mieszkańców i była dziewiątą co do wielkości miejscowością gminy Batorz.